# Deborah Frances-White

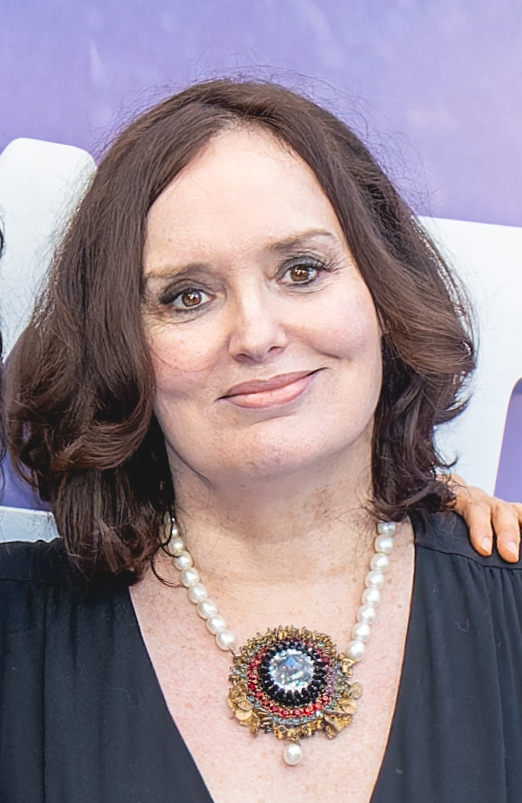
Deborah Frances-White

Deborah Frances-White (* 10. Dezember 1967 in Brisbane) ist eine in London lebende Komikerin, Autorin und Drehbuchautorin, welche auch Unternehmensseminare zu den Themen Charisma, Vielfalt und Inklusion anbietet. Sie besitzt die britische sowie die australische Staatsbürgerschaft. Sie moderiert die Podcasts Global Pillage und The Guilty Feminist. Sie nutzt die Plattform und das Netzwerk, welches sie durch The Guilty Feminist aufgebaut hat, um mehreren Wohltätigkeitsorganisationen im Bezug auf Flüchtlinge und Menschenrechte zu unterstützen.

## Leben und Wirken
Frances-White wurde in Australien geboren und wurde im Alter von zehn Tagen adoptiert. Sie wuchs in Brisbane, Queensland, auf. Als sie ein Teenager war, konvertierte ihre Familie zu den Zeugen Jehovas. Frances-White hat inzwischen die Gemeinde verlassen und bezeichnet sich als Atheistin. Während ihres Auslandsjahres zog sie nach London und studierte später Englisch am Harris Manchester College der Universität Oxford.
Frances-White ist eine von drei Regisseuren der Improvisationstheatergruppe The Spontaneity Shop, welche sie 1996 gemeinsam mit Tom Salinsky gründete. Nachdem sie im Spontaneity Shop eine Reihe von Improvisationsformaten entwickelt hatten (einschließlich der improvisierten romantischen Komödie „DreamDate“, welche einen Piloten auf ITV hatte), wandte sich Frances-White der Stand-up-Comedy zu. Ihre erste bedeutende Solo-Show war „How to Get Almost Anyone to Want to Sleep With You“, welche sie 2007 beim Edinburgh Festival Fringe und 2008 beim Melbourne International Comedy Festival aufführte.
Frances-Whites jüngste Shows waren persönlicher. „Cult Following“ (2012) beschäftigte sich mit ihren Erfahrungen als jugendliche Zeugin Jehovas. In „Half a Can of Worms“ (2013) ging es darum ihre biologische Familie aufzuspüren, und in „Friend of a Friend of Dorothy“ (2015) ging es um Feminismus, Sexismus und Homophobie.
Frances-White entwickelte weiter neue Improvisationsformate. „Voices in Your Head“ ist eine Show in der Comedians, Improvisatoren und Schauspieler, Comedy-Charaktere schaffen können während das Publikum zuschaut. Zu den Gästen gehörten Phill Jupitus, Sara Pascoe, Russell Tovey, Mike McShane und Hannibal Buress. 2015 schuf sie „The Beau Zeaux“, eine improvisierte Komödie mit wechselnden Darstellern wie Marcus Brigstocke, Thom Tuck, Rachel Parris, Brendan Murphy, Ed Coleman, Milly Thomas und Pippa Evans. Zu den Gästen gehörten Russell Tovey und Dan Starkey.
Ihre BBC Radio 4-Serie „Deborah Frances-White Rolls the Dice“ wurde erstmals im Frühjahr 2015 ausgestrahlt und enthielt Geschichten über ihre Adoption, ihre Scheinehe und die Suche nach ihrer biologischen Familie. Die Episoden hatten die Titel „Half a Can of Worms“, „Cult Following“, „Visa Issues“ und „Who's Your Daddy“? Im Januar 2016 gewann Frances-White für die Radio-Serie die Auszeichnung der „Writers' Guild of Great Britain“ in der Kategorie „Beste Radiokomödie“. Eine zweite Radio-Serie wurde erstmals im Herbst 2016 ausgestrahlt.
Im Fernsehen war Frances-White als Gast bei „Mock the Week“, „Have I Got News for You“, „Politics live“ und heute „Tonight with Vladimir Putin“ zu sehen.
Zusammen mit Sofie Hagen moderierte sie den Podcast „The Guilty Feminist“, welchen sie jetzt mit wechselnden Co-Moderatorinnen weiterführt. Der Podcast wurde in den letzten vier Jahren 75 Millionen Mal heruntergeladen und gewann mehrere Preise, unter anderen Gold in den British Podcast Awards im Juli 2020. Sie ist auch die Urheberin und Moderatorin des Podcasts „Global Pillage“, einer Comedy-Panel-Show. Im Jahr 2019 haben sich „The Guilty Feminist“ und Amnesty International für die „Secret Policeman's Tour“ zusammengetan, welche aus drei Shows mit Comedy, Musik und Diskussion, zur Unterstützung von Menschenrechten, bestand.

### Unternehmensarbeit
Frances-White tritt regelmäßig bei Firmenveranstaltungen auf und spricht über Selbstvertrauen, Charisma, Vielfalt und Sexismus. Ihr TEDx-Vortrag über „Charisma vs Stage-Fright“ wurde von James Caan als das Geheimnis seiner Präsentationsfähigkeiten angeführt.

### Autorin
Mit ihrer Schreibpartnerin Philippa Waller hat Frances-White 2014 zwei Folgen von Young Dracula beigesteuert. Sie hat zwei Bücher mitgeschrieben: The Improv Handbook mit Tom Salinsky und Off the Mic mit Marsha Shandur, beide von Bloomsbury veröffentlicht. Sie schreibt für das Standard Issue Magazine. Im Jahr 2018 veröffentlichte Virago The Guilty Feminist, ein Spin-off aus ihrem Podcast. Ihr Debüt-Spielfilm, der Comedy-Thriller Say My Name, wurde am 19. März 2019 uraufgeführt.

### Religion
Frances-White konvertierte als Teenager zu den Zeugen Jehovas. Ihre Zeit in der Religion und wie sie diese verließ, standen im Mittelpunkt ihrer 2012er Edinburgh Fringe Stand-up-Comedy-Show und zwei  Folgen ihrer BBC Radio 4-Show Deborah Frances-White Rolls the Dice.